# Kardinalzahl (Mathematik)
Kardinalzahlen (lat. numeri cardinales „vorzügliche Zahlen“, „Hauptzahlen“) sind in der Mathematik eine Verallgemeinerung der natürlichen Zahlen zur Beschreibung der Mächtigkeit (oder auch Kardinalität) von Mengen.
Die Mächtigkeit einer endlichen Menge ist stets eine natürliche Zahl, nämlich die Anzahl der Elemente in der Menge. Der Mathematiker Georg Cantor, der Begründer der Mengenlehre, beschrieb, wie man dieses Konzept innerhalb der Mengenlehre auf unendliche Mengen verallgemeinern und mit unendlichen Kardinalzahlen rechnen kann.
Unendliche Mengen können unterschiedliche Mächtigkeiten haben. Diese werden mit dem Symbol {\displaystyle \aleph } (Aleph, dem ersten Buchstaben des hebräischen Alphabets), und einem (anfangs ganzzahligen) Index bezeichnet. Die Mächtigkeit der natürlichen Zahlen {\displaystyle \mathbb {N} }, die kleinste Unendlichkeit, ist in dieser Schreibweise {\displaystyle \aleph _{0}}.
Eine natürliche Zahl kann für zwei Zwecke benutzt werden: zum einen, um die Anzahl der Elemente einer endlichen Menge zu beschreiben, und zum anderen, um die Position eines Elements in einer endlich-geordneten Menge anzugeben. Während diese beiden Konzepte für endliche Mengen übereinstimmen, muss man sie für unendliche Mengen unterscheiden. Die Beschreibung der Position in einer geordneten Menge führt zum Begriff der Ordinalzahl, während die Größenangabe zu Kardinalzahlen führt, die hier beschrieben sind.

## Definition
Zwei Mengen {\displaystyle X} und {\displaystyle Y} heißen gleichmächtig, wenn es eine Bijektion von {\displaystyle X} nach {\displaystyle Y} gibt; man schreibt dann {\displaystyle \left\vert X\right\vert =\left\vert Y\right\vert }  oder {\displaystyle X\sim Y}. Die Gleichmächtigkeit {\displaystyle \sim } ist eine Äquivalenzrelation auf der Klasse aller Mengen.
Kardinalzahlen als echte Klassen
Die Äquivalenzklasse der Menge {\displaystyle X} bezüglich der Relation der Gleichmächtigkeit nennt man die Kardinalzahl {\displaystyle \left\vert X\right\vert }.
Das Problem bei dieser Definition ist, dass die Kardinalzahlen dann selbst keine Mengen, sondern echte Klassen sind. (Mit Ausnahme von {\displaystyle \left\vert \emptyset \right\vert }).
Dieses Problem lässt sich umgehen, indem man mit {\displaystyle \left\vert X\right\vert } nicht die ganze Äquivalenzklasse bezeichnet, sondern ein Element daraus auswählt, man wählt sozusagen ein Repräsentantensystem aus. Um dies formal korrekt zu tun, bedient man sich der Theorie der Ordinalzahlen, die man bei diesem Ansatz entsprechend vorher definiert haben muss:
Kardinalzahlen als spezielle Ordinalzahl
Jede Menge {\displaystyle A} ist gleichmächtig zu einer wohlgeordneten Menge {\displaystyle B} (insofern man den zum Auswahlaxiom äquivalenten Wohlordnungssatz voraussetzt). Zu {\displaystyle B} gehört eine Ordinalzahl. {\displaystyle B} kann so gewählt werden, dass diese Ordinalzahl kleinstmöglich wird, da die Ordinalzahlen selbst wohlgeordnet sind; dann ist {\displaystyle B} eine Anfangszahl. Man kann die Kardinalzahl {\displaystyle \left\vert A\right\vert } mit dieser kleinsten Ordinalzahl gleichsetzen.
Durch diesen mengentheoretischen Handgriff ist die Kardinalität einer Menge selbst wieder eine Menge. Es folgt unmittelbar der Vergleichbarkeitssatz, dass die Kardinalzahlen total geordnet sind, denn sie sind als Teilmenge der Ordinalzahlen sogar wohlgeordnet. Dieser lässt sich nicht ohne das Auswahlaxiom beweisen.

## Motivation
Anschaulich dienen Kardinalzahlen dazu, die Größe von Mengen zu vergleichen, ohne sich auf das Aussehen ihrer Elemente beziehen zu müssen. Für endliche Mengen ist das leicht. Man zählt einfach die Anzahl der Elemente. Um die Mächtigkeit unendlicher Mengen zu vergleichen, benötigt man etwas mehr Arbeit.
Im Folgenden werden die Begriffe höchstens gleichmächtig und weniger mächtig benötigt:
Wenn es eine Bijektion {\displaystyle f} von {\displaystyle A} auf eine Teilmenge von {\displaystyle B} gibt, dann heißt {\displaystyle A} höchstens gleichmächtig zu {\displaystyle B}. Man schreibt dann {\displaystyle \left\vert A\right\vert \leq \left\vert B\right\vert }.
Wenn es eine Bijektion {\displaystyle f} von {\displaystyle A} auf eine Teilmenge von {\displaystyle B} gibt, aber keine Bijektion von {\displaystyle A} nach {\displaystyle B} existiert, dann heißt {\displaystyle A} weniger mächtig als {\displaystyle B} und {\displaystyle B} mächtiger als {\displaystyle A}. Man schreibt dann {\displaystyle \left\vert A\right\vert <\left\vert B\right\vert }.
Diese Begriffe werden im Artikel Mächtigkeit näher erläutert.
Zum Beispiel gilt für endliche Mengen, dass echte Teilmengen weniger mächtig sind als die gesamte Menge, dagegen wird im Artikel Hilberts Hotel an einem Beispiel veranschaulicht, dass unendliche Mengen echte Teilmengen haben, die zu ihnen gleichmächtig sind.
Bei der Untersuchung dieser großen Mengen stellt sich die Frage, ob gleichmächtige geordnete Mengen notwendig zusammenpassende Ordnungen haben. Es stellt sich heraus, dass das für unendliche Mengen nicht so ist, z. B. unterscheidet sich die gewöhnliche Ordnung der natürlichen Zahlen {\displaystyle \mathbb {N} =\{0<1<2<3<\dotsb \}} von der geordneten Menge {\displaystyle A:=\{0<1<2<3<\dotsb <0^{\prime }\}}. Die Menge {\displaystyle A} ist gleichmächtig zu {\displaystyle \mathbb {N} }. So ist {\displaystyle f\colon 0\mapsto 1,1\mapsto 2,2\mapsto 3,\dots ,0^{\prime }\mapsto 0} eine Bijektion, aber in {\displaystyle A} gibt es im Gegensatz zu {\displaystyle \mathbb {N} } ein größtes Element. Berücksichtigt man die Ordnung von Mengen, kommt man zu Ordinalzahlen. Die Ordinalzahl von {\displaystyle \mathbb {N} } heißt {\displaystyle \omega } und die von {\displaystyle A} ist {\displaystyle \omega +1}.

## Eigenschaften
Im Artikel Mächtigkeit wird gezeigt, dass die Kardinalzahlen total geordnet sind.
Eine Menge {\displaystyle M} heißt endlich, wenn es eine natürliche Zahl {\displaystyle n} gibt, sodass {\displaystyle M} genau {\displaystyle n} Elemente hat. Das heißt also, dass {\displaystyle M} entweder leer ist, falls {\displaystyle n=0}, oder dass es eine Bijektion von {\displaystyle M} auf die Menge {\displaystyle \{1,\dots ,n\}} gibt. Eine Menge {\displaystyle M} heißt unendlich, falls es keine solche natürliche Zahl gibt. Eine Menge {\displaystyle M} heißt abzählbar unendlich, wenn es eine Bijektion von {\displaystyle M} auf die Menge der natürlichen Zahlen {\displaystyle \mathbb {N} } gibt, d. h., wenn ihre Mächtigkeit  {\displaystyle \aleph _{0}} ist. Eine Menge heißt abzählbar, wenn sie endlich oder abzählbar unendlich ist. Die Mächtigkeit der reellen Zahlen wird mit {\displaystyle {\mathfrak {c}}} (Mächtigkeit des Kontinuums) bezeichnet.
Man kann folgendes zeigen:
- Die unendlichen Mengen sind genau jene Mengen, die zu einer echten Teilmenge gleichmächtig sind (siehe Dedekind-unendlich).
- Cantors Diagonalbeweis zeigt: Zu jeder Menge {\displaystyle M} hat die Menge aller ihrer Teilmengen {\displaystyle {\mathcal {P}}(M)} eine höhere Mächtigkeit, d. h. {\displaystyle |{\mathcal {P}}(M)|>|M|}. Daraus folgt, dass es keine größte Kardinalzahl gibt.
Für endliche Mengen ist {\displaystyle |{\mathcal {P}}(M)|=2^{|M|}}, Grund für die alternative Schreibweise für die Potenzmenge: {\displaystyle {\mathcal {P}}(M)=2^{M}}.
Gleichmächtige Mengen haben gleichmächtige Potenzmengen, d. h. die Zuordnung {\displaystyle |M|\mapsto 2^{|M|}:=|2^{M}|=|{\mathcal {P}}(M)|} für unendliche Mengen {\displaystyle M} ist bei gegebener Mächtigkeit von der speziellen Wahl dieser Menge unabhängig – für endliche Mengen trifft das sowieso zu.

- Die Menge der reellen Zahlen ist gleichmächtig zur Potenzmenge der natürlichen Zahlen: {\displaystyle {\mathfrak {c}}\equiv |\mathbb {R} |=|2^{\mathbb {N} }|\equiv 2^{\aleph _{0}}}.
- Es gilt ferner, dass die Kardinalzahl {\displaystyle \aleph _{0}} die kleinste unendliche Kardinalzahl ist. Die nächstgrößere Kardinalzahl wird per Definition mit {\displaystyle \aleph _{1}} bezeichnet. Unter der Annahme der Kontinuumshypothese ist {\displaystyle \aleph _{1}=\left\vert \mathbb {R} \right\vert }; allerdings gilt auch ohne die Kontinuumshypothese gewiss {\displaystyle \aleph _{1}\leq \left\vert \mathbb {R} \right\vert }. Für jede Ordinalzahl {\displaystyle \alpha } gibt es eine {\displaystyle \alpha }-te unendliche Kardinalzahl {\displaystyle \aleph _{\alpha }}, und jede unendliche Kardinalzahl wird so erreicht.[3] Da die Ordinalzahlen eine echte Klasse bilden, ist auch die Klasse der Kardinalzahlen echt.

Man beachte, dass ohne das Auswahlaxiom Mengen nicht notwendigerweise wohlgeordnet werden können und daher die im Abschnitt Definition angegebene Gleichsetzung von Kardinalzahlen mit bestimmten Ordinalzahlen nicht hergeleitet werden kann. Man kann Kardinalzahlen dann trotzdem als Äquivalenzklassen gleichmächtiger Mengen definieren. Diese sind dann aber nur noch halbgeordnet, da verschiedene Kardinalzahlen nicht mehr vergleichbar sein müssen (diese Forderung ist äquivalent zum Auswahlaxiom). Man kann aber auch die Mächtigkeit von Mengen untersuchen, ohne Kardinalzahlen überhaupt zu benutzen.

## Rechenoperationen
Sind {\displaystyle X} und {\displaystyle Y} disjunkte Mengen, dann definiert man
- {\displaystyle |X|+|Y|:=|X\cup Y|}
- {\displaystyle |X|\cdot |Y|:=|X\times Y|}
- {\displaystyle |X|^{|Y|}:=|X^{Y}|}.

Dabei ist {\displaystyle X\times Y} ein kartesisches Produkt und {\displaystyle X^{Y}} die Menge aller Funktionen von {\displaystyle Y} nach {\displaystyle X}. Da die Potenzmenge einer Menge {\displaystyle X} (per Indikatorfunktion {\displaystyle Z\mapsto I_{Z}} für {\displaystyle Z\subseteq X}) bijektiv abbildbar ist auf die Menge der Funktionen {\displaystyle X\to \{0,1\}}, ist diese Definition in Übereinstimmung mit der vorigen Definition für die Mächtigkeit der Potenzmengen {\displaystyle |2^{Y}|=2^{|Y|}} (m. a. W. eine Fortsetzung für {\displaystyle |X|\neq 2}).
Man kann zeigen, dass diese Verknüpfungen für natürliche Zahlen mit den üblichen Rechenoperationen übereinstimmen. Darüber hinaus gilt für alle Mengen {\displaystyle X}, {\displaystyle Y}, {\displaystyle Z}:
- Addition und Multiplikation sind assoziativ und kommutativ.
- Addition und Multiplikation erfüllen das Distributivgesetz.
- Es gelten die Potenzgesetze {\displaystyle |X|^{|Y|+|Z|}=|X|^{|Y|}\cdot |X|^{|Z|}} und {\displaystyle |X|^{|Y|\cdot |Z|}=(|X|^{|Y|})^{|Z|}}.
- Die Addition und Multiplikation unendlicher Kardinalzahlen ist (unter Voraussetzung des Auswahlaxioms) leicht: Ist {\displaystyle X} oder {\displaystyle Y} unendlich und im Fall der Multiplikation beide Mengen nichtleer, dann gilt

{\displaystyle |X|+|Y|=|X|\cdot |Y|=\max\{|X|,|Y|\}}
Keine Kardinalzahl außer {\displaystyle 0} besitzt eine Gegenzahl (ein bezüglich der Addition inverses Element), also bilden die Kardinalzahlen mit der Addition keine Gruppe und erst recht keinen Ring.

## Schreibweise
Die endlichen Kardinalzahlen sind die natürlichen Zahlen und werden entsprechend notiert. Für die unendlichen Kardinalzahlen verwendet man für gewöhnlich die Aleph-Notation, also {\displaystyle \aleph _{0}} für die erste unendliche Kardinalzahl, {\displaystyle \aleph _{1}} für die zweite usw. Allgemein gibt es somit zu jeder Ordinalzahl {\displaystyle \alpha } auch eine Kardinalzahl {\displaystyle \aleph _{\alpha }}.
Die tatsächlich bekannten Kardinalzahlen werden gelegentlich mit Hilfe der Beth-Funktion dargestellt. Eine bedeutende davon ist {\displaystyle \beth _{1}=\aleph ={\mathfrak {c}}=2^{\aleph _{0}}=|\mathbb {R} |} (man beachte, dass das Aleph hier keinen Index hat). In der Mathematik kommen außerhalb der Grundlagenforschung gelegentlich noch Mengen der Größe {\displaystyle \beth _{2}} vor (etwa die Potenzmenge von {\displaystyle \mathbb {R} }, die Anzahl der Lebesgue-messbaren Mengen, die Menge aller – nicht notwendig stetigen – Funktionen von {\displaystyle \mathbb {R} } nach {\displaystyle \mathbb {R} } o. Ä.), höhere Zahlen für gewöhnlich nicht.
An der Schreibweise ist die jeweilige Verwendung als Kardinalzahl zu erkennen. So gilt an sich entsprechend dem von-Neumannschen Modell {\displaystyle \omega =\aleph _{0}=\mathbb {N} } (man beachte das Fehlen der Mächtigkeitsstriche), aber für die Ordinalzahl wird erstere, für die Kardinalzahl die mittlere und für die sonst gebrauchte Menge der natürlichen Zahlen letztere Schreibweise verwendet.

## Kontinuumshypothese
Die verallgemeinerte Kontinuumshypothese (englisch generalized continuum hypothesis, daher kurz GCH) besagt, dass für jede unendliche Menge {\displaystyle X} zwischen den Kardinalzahlen {\displaystyle |X|} und {\displaystyle 2^{|X|}} keine weiteren Kardinalzahlen liegen. Die Kontinuumshypothese (englisch continuum hypothesis, daher kurz CH) macht diese Behauptung nur für den Fall {\displaystyle X=\mathbb {N} }. Sie ist unabhängig von der Zermelo-Fraenkel-Mengenlehre zusammen mit dem Auswahlaxiom (ZFC).